# Aaadonta irregularis
Aaadonta irregularis là một loài ốc, động vật thân mềm chân bụng thuộc họ Endodontidae. Đây là loài đặc hữu của Palau, được tìm thấy ở Peleliu, nhưng gần đây chỉ còn xuất hiện tại đảo Omekang. Chúng hiện đang bị đe dọa bởi sự phá hủy và biến đổi môi trường sống rừng ẩm vùng đất thấp nhiệt đới.